# Битка код Картагине (238)
Битка код Картагине вођена је априла 238. године током године шест царева између самопроглашених царева Гордијана II и Максимина Трачанина. Завршена је Максиминовом победом.

## Увод
Почетком године на царском престолу налазио се Максимин Трачанин који је на власт дошао 235. године силом преотевши престо. Међу припадницима римске аристократије био је непопуларан због свог скромног порекла, високих пореза и ничим оправданих егзекуција припадника аристократије. Против Максимина је 238. године избио устанак у Северној Африци. За новог цара проглашен је Гордијан I који је за свога савладара именовао свога сина Гордијана ΙΙ.

## Битка
Локални гувернер Нумидије, Карпелијан, иначе стари непријатељ Гордијана, искористио је прилику да га нападне са изговором гушења устанка. У његовој војсци налазила се и једна римска легија. Гордијан им се могао супротставити само слабо обученом локалном милицијом. Сам Гордијан је погинуо. Сазнавши за то, његов отац се обесио. Тако је устанак угушен. Међутим, победник их је надживео само месец дана. У јуну су Максимина убили сопствени војници.